# Mlýnka v Karviné
Mlýnka v Karviné (IDVT 10101579) je přírodní vodní náhon, který vznikl pravděpodobně v 16. století se zaváděním mlýnů ve Fryštátě. Délka náhonu je 7,6 km.

## Popis
Mlýnka vytéká z jezu na řece Olše v říčním kilometru 25,6 v katastrálním území Ráj, souběžně teče s řekou Olše a asi po jednom kilometru přibírá zprava Rájecký potok a teče pod silničním mostem 67-009 silnice I/67 a dále ve směru na severozápad protéká lázeňským parkem. V ř. km 5,3 protéká kolem ČOV a asi po 150 m kolem Janečkova mlýna, kde už teče v katastru Karviná-město. Za Janečkovým mlýnem podtéká ulici Karola Slivky a protéká zámeckým parkem Boženy Němcové. V ř. km 4,77 se stáčí na západ a po 200 m mění směr na sever, kde protéká pod ulicí Mlýnská a kolem zimního stadionu a v ř. km 4 teče pod silnicí I/67 (most č. 67-010) a po asi 800 m znovu teče pod silnicí I/67 (most 67-012). V ř. km 3,3 mění směr na západ a teče pod železniční tratí Bohumín–Čadca a za náspem v ř. km 2,9 se k ní zleva napojuje Larischův kanál v katastrálním území Staré Město. Mlýnka se pomalu stáčí na sever a v ř. km 1,9 se spojuje se Staroměstským potokem, se kterým v ř. km 18,2 ústí do řeky Olše.
Mlýnka částečně odváděla vodu do Olšinských rybníků. Jez byl vybudován v roce 1872, náklady na jeho vybudování byly rozděleny mezi tři vodní mlýny, které na Mlýnce stály.
Správu toku v úseku ř. km 3,83–7,66 má Povodí Odry, ve správě města Karviná je úsek ř. km 0,0–3,83. V roce 2014 bylo koryto Mlýnky v délce 2,5 km od Starého Města až k letnímu kinu v parku Boženy Němcové vyčištěno od bahna a břehy byly zpevněny haťováním.

## Stavby
Na Mlýnce byly tři vodní mlýny, z nichž se dochoval jen jeden tzv. Janečkův mlýn na hranici fryštátského katastru (dříve Bonkov). Na jezu byla postavena malá vodní elektrárna s výkonem 11 kW.  Druhý Schindlerův vodní mlýn stál v místě blízko Zimního stadionu ve Fryštátu (dříve Nové Město). Mlýn připomíná název ulice Mlýnská. Třetí mlýn stál ve Starém Městě.